# Wohnbus

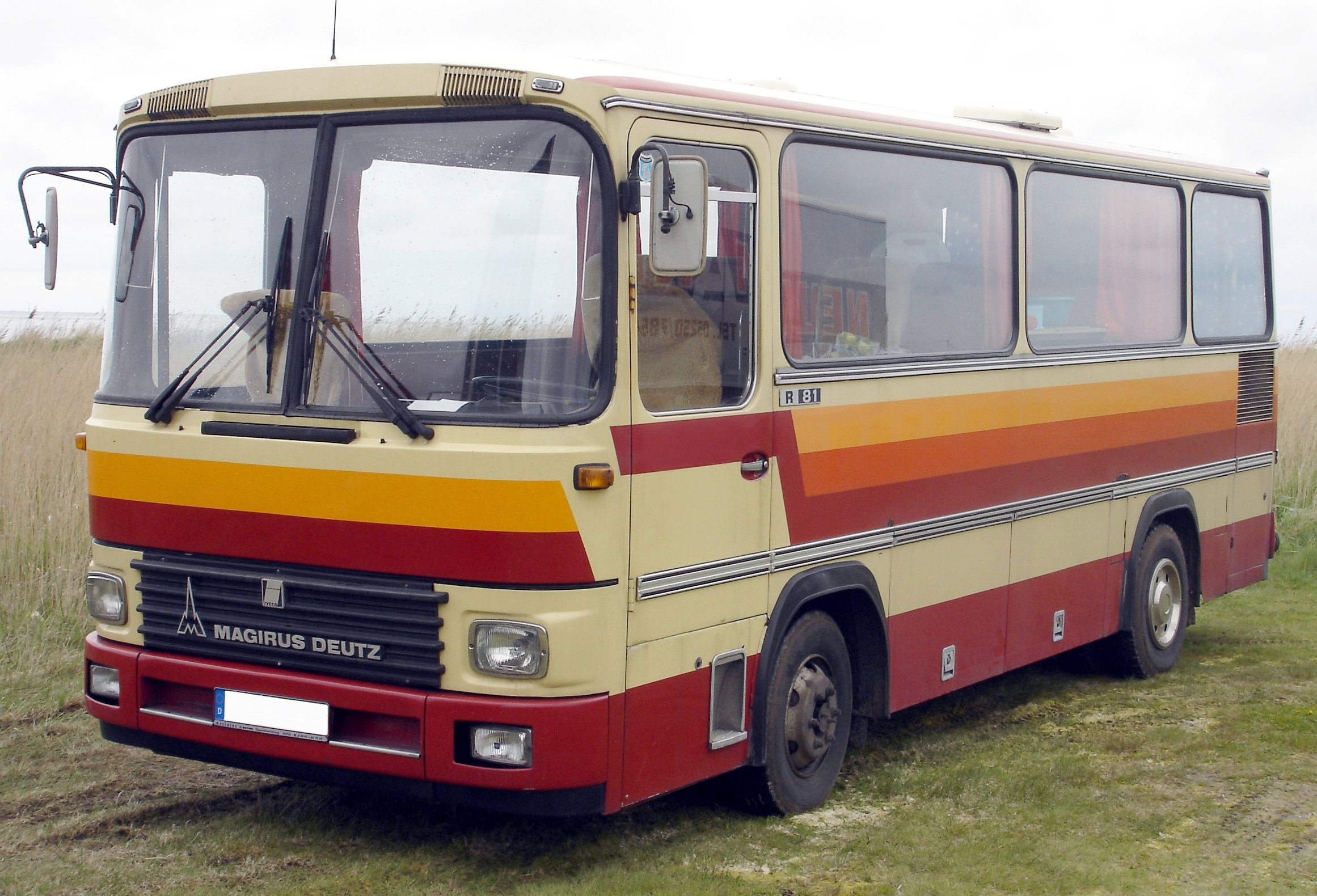
Ausgemusterte Omnibusse wie dieser Magirus-Deutz R81 können zu Wohnbussen umgebaut werden.

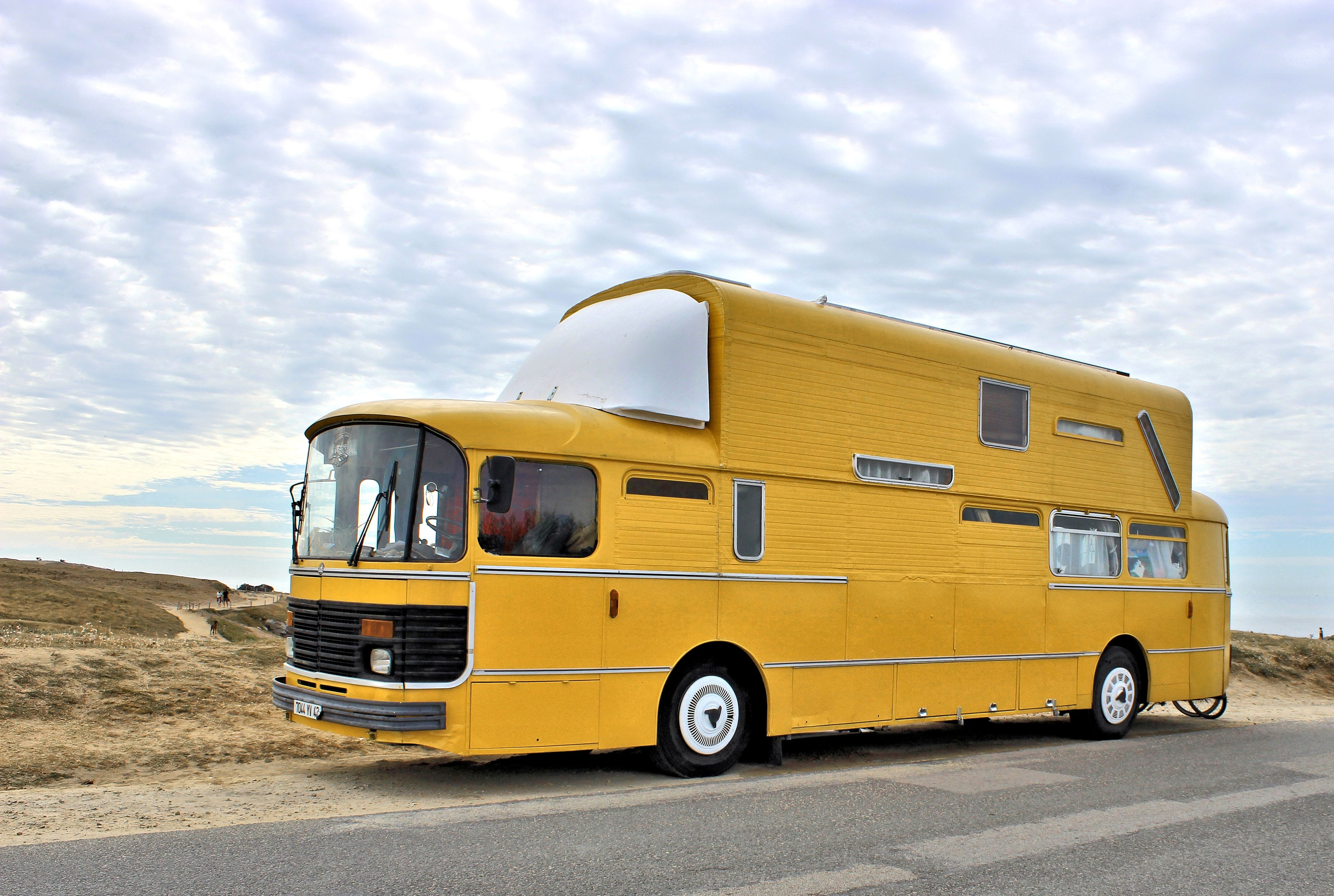
Ehemaliger Reisebus als individuell um- und ausgebauter Wohnbus

Ein Wohnbus ist ein selbst ausgebautes Wohnmobil, das meistens auf ausgemusterten Omnibussen oder Lastkraftwagen basiert.
Während Omnibusse einen von der Lärmentwicklung her vorteilhaften Heckmotor und oft den Luxus einer komfortablen Luftfederung haben, sind sie hingegen problematisch, weil die vielen Glasflächen je nach Jahreszeit thermische Probleme verursachen. Aufwendige Verkleidungen oder der Austausch von Glasflächen gegen besser isolierende Werkstoffe ist dann oft vonnöten. Eine Ausnahme bilden ausgemusterte Busse mit werksmäßigem Sonderaufbau, zum Beispiel Bücherbusse, Röntgenbusse oder Gefangenenbusse, die jedoch relativ selten angeboten werden. Eine Schwachstelle bei fast allen älteren Bussen ist die Korrosion der meistens selbsttragenden Karosserien, die viele Bastler vor sehr aufwendige Aufgaben stellt.
Ausgemusterte LKW hingegen sind meistens preiswert zu erstehen. Bevorzugt werden Einsatzfahrzeuge diverser staatlicher oder öffentlicher Organisationen (Deutsche Bahn, Feuerwehr, THW, DRK, Militär oder andere), weil sie durch Garagenunterbringung und wenig Fahrleistung meist in noch einem recht guten Zustand sind. LKW haben durch stabilere Bauweise (Stahlrahmen) im fortschreitenden Alter auch weniger Statikprobleme. Jedoch ist ein Wohnen stets abhängig von der sogenannten „Stehhöhe“. Diese ist aber oft bei den Einsatzfahrzeugen von Militär und Rettungsdiensten nicht gegeben, oder es sind Pritschenfahrzeuge, die erst mit einem bewohnbaren Aufsatz versehen werden müssen (z. B. Wohnwagen, deren Fahrgestell entfernt wurde).
„Möbelkoffer“, also ehemalige Möbelfahrzeuge oder Kühlfahrzeuge sind durch ihre Stehhöhe bzw. bereits vorhandene Isolationen sehr beliebt.
Lieferwagen und Transporter vom VW-Bus bis zu großformatigen Kleinbussen und Kastenwagen sind allerdings die häufigsten Vertreter der selbstausgebauten Wohnbusse. Gegenüber LKW sind sie preiswerter in Anschaffung und Unterhalt, schneller und auch wendiger und haben einen geringen Platzverbrauch beim Parken und Campen. Auch weil durch die neuen Fahrerlaubnisverordnungen immer weniger Menschen ein größeres Fahrzeug (ab 3,5 Tonnen  zul. Gesamtgewicht) mit dem üblichen PKW-Führerschein fahren dürfen.
Abgesehen von der letzteren Klasse sind Wohnbusse häufig größer als Wohnmobile ab Werk und können daher mit handelsüblichen Möbeln ausgestattet werden. Wenn auch nicht gesetzeskonform, werden gelegentlich auch Kohle- oder Holzöfen installiert. Neben dem reinen Reisezweck hat sich unter vielen, zumeist jungen Besitzern, von denen sich einige szenetypisch gerne auch „Freaks“ nennen, auch eine Philosophie des mobilen und freien Lebens etabliert (Siehe auch Wagenplatz). Jedoch hat dieser Trend mittlerweile stark nachgelassen. Dies ist auch verursacht durch die heutigen beschränkenden Fahrerlaubnisverordnungen und die, seit dem Dezember 2006, stark gestiegenen Wohnmobilsteuern. Er hatte seine Blütezeit in den 1980er und 1990er Jahren.
Eine weitere Gruppe von Wohnbusbesitzern sind Abenteurer, die mit umgebauten oder aber bereits ab Werk ausgebauten allradgetriebenen und bewohnbaren LKW Wüsten- und Dschungelregionen bereisen.